# Яворовка (Черкасская область)
Яворо́вка (укр. Яворівка) — село в Драбовском районе Черкасской области Украины.
Население по переписи 2001 года составляло 867 человек. Почтовый индекс — 19820. Телефонный код — 4738.
В селе родился Герой Советского Союза Михаил Загородский.

## Местный совет
19820, Черкасская обл., Драбовский р-н, с. Яворовка